# Ancteville
Ancteville és un municipi francès situat al departament de la Manche i a la regió de Normandia. L'any 2007 tenia 212 habitants.

## Demografia

### Població
El 2007 la població de fet d'Ancteville era de 212 persones. Hi havia 78 famílies de les quals 18 eren unipersonals (14 homes vivint sols i 4 dones vivint soles), 28 parelles sense fills, 28 parelles amb fills i 4 famílies monoparentals amb fills.
La població ha evolucionat segons el següent gràfic:
Habitants censats

### Habitatges
El 2007 hi havia 109 habitatges, 85 eren l'habitatge principal de la família, 15 eren segones residències i 9 estaven desocupats. Tots els 105 habitatges eren cases. Dels 85 habitatges principals, 69 estaven ocupats pels seus propietaris, 14 estaven llogats i ocupats pels llogaters i 2 estaven cedits a títol gratuït; 4 tenien dues cambres, 9 en tenien tres, 28 en tenien quatre i 44 en tenien cinc o més. 68 habitatges disposaven pel capbaix d'una plaça de pàrquing. A 34 habitatges hi havia un automòbil i a 44 n'hi havia dos o més.

### Piràmide de població
La piràmide de població per edats i sexe el 2009 era:
| Homes | Edats   | Dones |
| ----- | ------- | ----- |
| 0     | 95 o +  | 0     |
| 0     | 90 a 94 | 0     |
| 0     | 85 a 89 | 4     |
| 0     | 80 a 84 | 0     |
| 12    | 75 a 79 | 8     |
| 4     | 70 a 74 | 20    |
| 0     | 65 a 69 | 8     |
| 12    | 60 a 64 | 0     |
| 8     | 55 a 59 | 4     |
| 4     | 50 a 54 | 12    |
| 4     | 45 a 49 | 4     |
| 8     | 40 a 44 | 12    |
| 8     | 35 a 39 | 4     |
| 4     | 30 a 34 | 8     |
| 4     | 25 a 29 | 0     |
| 0     | 20 a 24 | 4     |
| 0     | 15 a 19 | 4     |
| 12    | 10 a 14 | 4     |
| 0     | 5 a 9   | 4     |
| 4     | 0 a 4   | 4     |

## Economia
El 2007 la població en edat de treballar era de 127 persones, 93 eren actives i 34 eren inactives. De les 93 persones actives 89 estaven ocupades (47 homes i 42 dones) i 4 estaven aturades (4 homes). De les 34 persones inactives 22 estaven jubilades, 6 estaven estudiant i 6 estaven classificades com a «altres inactius».

### Ingressos
El 2009 a Ancteville hi havia 97 unitats fiscals que integraven 233 persones, la mediana anual d'ingressos fiscals per persona era de 14.497 €.

### Activitats econòmiques
Dels 5 establiments que hi havia el 2007, 1 era d'una empresa de fabricació d'altres productes industrials, 2 d'empreses de serveis i 2 d'empreses classificades com a «altres activitats de serveis».
L'any 2000 a Ancteville hi havia 29 explotacions agrícoles que ocupaven un total de 570 hectàrees.

## Poblacions més properes
El següent diagrama mostra les poblacions més properes.